# Искандарова, Фарогат Дадабоевна
Искандарова Фарогат Дадабоевна (тадж. Фароғат Дадабоевна Искандарова; 28 апреля 1955 года; Душанбе, Таджикская ССР, СССР) — советский и таджикистанский филолог, таджиковед, кандидат педагогических наук (2000), доцент (2005) Российско-Таджикского (славянского) университета. Имеет почётное звание Отличник образования Республики Таджикистан (1990).

## Биография
Фарогат Искандарова родилась 28 апреля 1955 года в столице Таджикской ССР — Душанбе. В 1977 году окончила с отличием Таджикский государственный университет имени Ленина. В 1977—1998 годах преподавала на кафедре таджикского языка и литературы Душанбинского педагогического училища.
В 1998—2003 годах старший преподаватель, и исполняющий обязанности доцента кафедры таджикского языка Российско-Таджикского (славянского) университета. С 2003 года доцент кафедры таджикского языка Российско-Таджикского (славянского) университета.

## Научная и творческая деятельность
Автор более 50 научных, научно-популярных и методических работ по проблемам методики преподавания таджикского языка, актуальных вопросов таджикского языкознания. Участник Международной научной конференции, посвященной 14-летию дня Независимости Республики Таджикистан и 16-летию объединения двух Германских Государств (Душанбе, 2005); Международной научной конференции, посвященной 15-летию дня Независимости Республики Таджикистан (Душанбе, 2006).

### Основные публикации
- О первом учебнике таджикского языка // Вопросы таджикской филологии. — Душанбе, 1999;
- Методика изучения местоимения в 6 классе (методическое пособие для учителя). — Душанбе, 2000;
- Таджикско-русский и русско-таджикский учебный отраслевой словарь. — Душанбе, 2003 (в соавторстве);
- Учебное пособие по таджикскому языку для студентов 1-х курсов РТСУ. — Душанбе, 2004;
- Таджикский язык для студентов 1-2 курсов экономического ф-та: учебное пособие (в соавторстве). — Душанбе, 2010.
- Искандарова Ф. Д., Хашимов С. Х. Учебник таджикского языка для вузов стран СНГ / Ответственные редакторы: д.ф.н., профессор Камолиддинов Б., Зозулина В. Я.. — Душанбе: Маориф ва фарҳанг, 2014. — 352 с. — 300 экз. — ISBN 978-99947-34-27-6.
- Искандарова Ф. Д. Роль стилистических упражнений в процессе изучения местоимений таджикского языка.//Сборник докладов 12-й научной конференции «Язык, культура и общество на перекрёстках цивилизации». — Цукуба, Университет Цукуба (Япония), 19 марта 2015, — с.83-84.